# 謎語 (童話)
《谜语》（德語：Das Rätsel）是格林兄弟收集的一则德国童话，也是《格林童话》一书中的第22个故事。它属于Aarne-Thompson分类法中的第851类，即通过谜语而赢得了公主。安德鲁·朗格（Andrew Lang）在其《绿皮童话书》中亦收录了此故事。
此故事有时也被称作《A Riddling Tale》，讲述的是一名男子的妻子变成了一朵花。这主要使用于格林童话的儿童改编版本中。